# Zeche Aline
Die Zeche Aline ist ein ehemaliges Steinkohlenbergwerk in Essen-Werden-Fischlaken. Da die Zeche Aline auch den tonnlägigen Schacht der Zeche Paul mitbenutzte, wurde sie auch Zeche Paul & Aline genannt.

## Geschichte
Die Zeche Aline war mindestens ab dem Jahr 1850 in Betrieb. Am 6. September des Jahres 1851 wurde ein Längenfeld verliehen. Im Jahr darauf erfolgte eine erneute Verleihung, aus diesem Jahr stammen auch die ersten Belegschaftszahlen des Bergwerks, es waren 14 Bergleute auf der Zeche beschäftigt. Repräsentant der Gewerkschaft war zu diesem Zeitpunkt der Rentner J. Rive. In den Jahren 1857, 1858, 1860 und 1863 war das Bergwerk nachweislich in Betrieb. Im Jahr 1858 waren 15 Bergleute auf der Zeche beschäftigt. Im Jahr 1865 war das Bergwerk zunächst in Betrieb, im Laufe des Jahres wurde es vermutlich in Fristen gesetzt. Im Jahr 1873 wurde das Bergwerk wieder in Betrieb genommen, mit sieben Bergleuten wurden 125 Tonnen Steinkohle gefördert. Im Jahr 1875 war die Zeche Aline noch in Betrieb, wurde aber vor dem Jahr 1892 der Zeche Paul zugeschlagen.

## Was geblieben ist
Noch heute erinnert in Essen-Fischlaken die Alinenhöhe an den ehemaligen Standort der Zeche Aline.